# All-Star Baseball (série)
All-Star Baseball é uma série de jogos eletrônicos de esporte (beisebol) desenvolvida pela Acclaim Entertainment. A série possui oito jogos sendo lançados para diferentes plataformas, como Sega Saturn, Nintendo 64, Nintendo GameCube, PlayStation 2, Game Boy, Game Boy Color e Game Boy Advance. O primeiro jogo da série, All-Star Baseball, lançado em 1997 para o Sega Saturn, e o último, All-Star Baseball 2005, lançado em 2004 para Xbox e PlayStation 2.

## Série
| Título                                       | Ano  | Plataformas                                     | Jogador da capa                  |
| -------------------------------------------- | ---- | ----------------------------------------------- | -------------------------------- |
| All-Star Baseball '97 featuring Frank Thomas | 1997 | Sega Saturn                                     | Frank Thomas (Chicago White Sox) |
| All-Star Baseball '99                        | 1998 | Nintendo 64, Game Boy                           | Larry Walker (Colorado Rockies)  |
| All-Star Baseball 2000                       | 1999 | Nintendo 64, Game Boy Color                     | Derek Jeter (New York Yankees)   |
| All-Star Baseball 2001                       | 2000 | Nintendo 64, Game Boy Color                     | Derek Jeter (New York Yankees)   |
| All-Star Baseball 2002                       | 2001 | GameCube, PlayStation 2                         | Derek Jeter (New York Yankees)   |
| All-Star Baseball 2003                       | 2002 | Xbox, GameCube, PlayStation 2, Game Boy Advance | Derek Jeter (New York Yankees)   |
| All-Star Baseball 2004                       | 2003 | Xbox, GameCube, PlayStation 2, Game Boy Advance | Derek Jeter (New York Yankees)   |
| All-Star Baseball 2005                       | 2004 | Xbox, PlayStation 2                             | Derek Jeter (New York Yankees)   |